# Simon Ek
Simon Ek, född 3 januari 1983 i Sundsvall, är en svensk äventyrare.
Simon Ek blev tillsammans med Bert Persson först med att paddla, cykla och vandra de 460 milen runt hela Sverige, ett äventyr som tog 162 dagar. Turen  började i Svinesund, där de påbörjade "Havspaddlarnas blå band" och paddlade hela den svenska kusten upp till Haparanda, där de bytte utrustning och cyklade till Treriksröset. Därifrån vandrade de genom den svenska fjällkedjan ner till Grövelsjöns fjällstation varifrån de sedan cyklade till Svinesund där turen startade.
Simon Ek är bror till Elin Ek och  Elias Ek.